# Hyas
Hyas (лат.) — род морских крабов из семейства Oregoniidae надсемейства Majoidea, включающий около пяти современных видов. В ископаемом виде известны с верхнего миоцена (11,608 миллионов лет назад). Ископаемые остатки этих существ обнаружены на территории США, на Ямайке и в Японии. Современные представители обитают в водах Северного полушария, в основном в приполярных областях (север Тихого и Атлантического океанов, Северный Ледовитый океан). Самый южный представитель рода Hyas ursinus обитает в Японском море и у берегов Сингапура.
В 1986 году два экземпляра Hyas araneus были отловлены на Южных Шетландских островах у Антарктического полуострова. Они, по-видимому, были случайно завезены туда людьми. Были опасения, что этот вид окажет неблагоприятное воздействие на местную фауну, но с момента появления образцов 1986 года в этом регионе Hyas araneus не встречались.

## Виды
В роде 5 видов:
- Hyas alutaceus Brandt, 1851
- Hyas araneus (Linnaeus, 1758)
- Hyas coarctatus Leach, 1815
- Hyas lyratus Dana, 1851
- Hyas ursinus Rathbun, 1924